# Philoponella herediae
Philoponella herediae là một loài nhện trong họ Uloboridae.
Loài này thuộc chi Philoponella. Philoponella herediae được miêu tả năm 1987 bởi Opell.